# Айвазян, Агаси Семёнович
Агаси́ Семёнович Айвазян  (арм. Աղասի Այվազյան, 23 марта 1925, Абастумани — 21 ноября 2007, Ереван) — советский и армянский кинорежиссёр, сценарист, писатель, резчик по камню. Заслуженный деятель искусств Армянской ССР (1982).

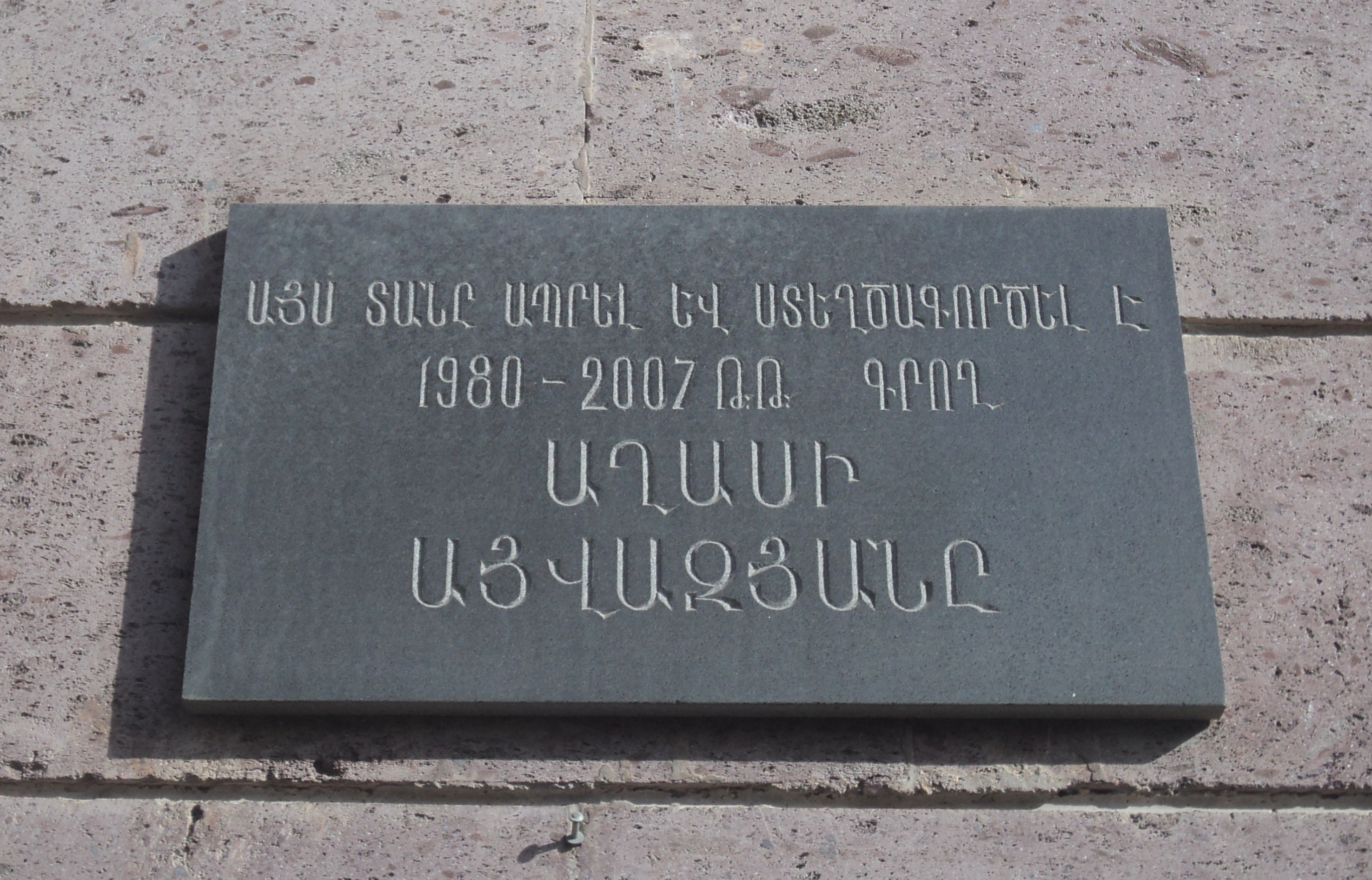

## Биография
- В 1942—1945 гг. — Тбилисская академия художеств.
- В 1945—1948 гг. — Ереванский художественный институт.
- В 1948—1953 гг. — Армянский государственный институт физической культуры.
- С 1954 г. — работал сначала в армянской прессе Тбилиси, затем и в Ереване.
- В 1965 г. — окончательно переезжает в Ереван и работает в газете «Гракан терт» (Литературная газета).
- В 1973—1980 гг. — работает редактором в журнале «Экран».
- С 1981 г. — занимался режиссурой, снимая фильмы по собственным сценариям.
- C 1991 г. — редактор газеты «Айутюн».

## Фильмография

### Режиссёр
- 1981 — Лирический марш
- 1983 — Зажжённый фонарь
- 1984 — Возрождение
- 1988 — Трое из нас
- 1988 — Тайный советник

### Сценарист
- 1967 — Треугольник
- 1971 — Хатабала
- 1972 — Айрик
- 1977 — Багдасар разводится с женой
- 1980 — Полёт начинается с земли
- 1981 — Лирический марш
- 1983 — Зажжённый фонарь
- 1984 — Возрождение
- 1987 — Как дома, как дела?
- 1988 — Трое из нас (и рассказы)
- 1988 — Тайный советник
- 1991 — Глас вопиющий

## Литературные произведения

### Романы
- Американский аджабсандал

### Рассказы
- Болеро
- Вано и городовой
- Вывески Тифлиса
- Горе-кирпич
- Горн
- Джаджурец
- Диалог Льва Толстого с его лошадью
- Дорога для лошадей
- Евангелие от Авлабара
- И слово стало плотью
- Кавказское эсперанто
- Киракос
- Коронный номер
- Маленькое местечко рядом с Буддой
- Музыкальный звонок в доме старого интеллигента
- Наша печаль вокруг Кежо
- Наша часть реки
- Негронк
- От смерти до смерти
- Пестрая баня
- Подушка Алексана
- Помощь сатаны
- После
- Предмет всего
- Пуповина
- Путеводитель по Тифлису. 1912 год
- Разговор двух сумасшедших на вершине горы
- Рыба в кувшине
- Святая истина
- Сказка
- Скандалисты
- Смерть Бернарда Шоу
- Список
- Старая Епраксия и её пожилой сын
- Старая тахта
- Тифлис
- Тревоги
- Ущелье
- Физиология рода
- Ходок
- Хосровадухт
- Цена обыкновенного человека
- Четыре добрые стены
- Четыре минуты катаклизма
- Чихли
- Шёпот
- Я — моя мать

### Повести
- Арминус
- Приключения сеньора Мартироса
- Соленый граф
- Хлебная площадь
- Удивленный, влюбленный, растерянный турист
- Треугольник
- Отец семейства